# Волковська волость (Краснинський повіт)
Волковська волость — історична адміністративно-територіальна одиниця Краснинського повіту Смоленської губернії з центром у селі Волково.
Станом на 1885 рік складалася з 24 поселень, 13 сільських громад. Населення — 2456 осіб (1206 чоловічої статі та 1250 — жіночої), 228 дворових господарств.
|                     | Площа, десятин | У тому числі орної, дес. |
| ------------------- | -------------- | ------------------------ |
| Сільських громад    | 2498           | 1044                     |
| Приватної власності | 10821          | 2726                     |
| Іншої власності     | 71             | 62                       |
| Загалом             | 13390          | 3832                     |

Найбільше поселення волості станом на 1885:
- Волково — колишнє власницьке село за 20 верст від повітового міста, 115 осіб, 24 двори, православна церква, богодільня, водяний млин, 2 ярмарки на рік. За 6 верст — 2 православні церкви, богодільня, щорічний ярмарок. За 8 верст — православна церква, щорічний ярмарок. За 20 верст — винокурний завод, водяний млин.